# Cteniscus vitticollis
Cteniscus vitticollis là một loài tò vò trong họ Ichneumonidae.